# Fastelavn
Fastelavn é o nome para o Carnaval nas nações historicamente luteranas da Dinamarca, Suécia, Noruega, Islândia, Ilhas Faroé, Estônia e Letônia que é o domingo ou segunda-feira antes da quarta-feira de cinzas. Fastelavn está relacionado com a tradição católica romana do Carnaval nos dias antes da Quaresma, mas depois que a Dinamarca se tornou uma nação protestante, o festival adotou certos distintivos. Este feriado ocorre na semana anterior à época penitencial cristã da Quaresma, culminando na terça-feira de carnaval, no dia anterior à quarta-feira de cinzas, no primeiro dia da Quaresma.